# Албардон (департамент)
Албардóн е департамент в провинция Сан Хуан, Аржентина. В департамента са разположени някои престижни аржентински винарни.
Площта на департамента е 945 km². Към 2019 г. населението му е 28 788 души.